# Chrystian X
Chrystian X (duń. Christian 10., ur. 26 września 1870 w Pałacu Charlottenlund pod Kopenhagą jako Christian Carl Frederik Albert Alexander Vilhelm, zm. 20 kwietnia 1947 w Amalienborgu) – król Danii w latach 1912–1947 oraz (jako Kristján 10.)  król Islandii w latach 1918–1944 z dynastii Glücksburgów, bocznej linii Oldenburgów. 

## Życiorys
Syn króla Danii Fryderyka VIII Glücksburga i Luizy Bernadotte, córki króla Szwecji i Norwegii Karola XV.
Jako pierwszy z królów Danii w 1889 został studentem. Naukę kontynuował w szkole oficerskiej.
W trakcie I wojny światowej zapewnił Danii neutralność podczas tzw. „spotkania trzech królów” skandynawskich (prócz niego wzięli w nim udział królowie: Norwegii Haakon VII i Szwecji Gustaw V) 18 grudnia 1914 w Malmö.
Podczas II wojny światowej w przeciwieństwie do władców Norwegii i Holandii, którzy opuścili swoje kraje podczas niemieckiej okupacji, Chrystian X Glücksburg pozostał w tym czasie w kraju, stając się widocznym symbolem narodowej sprawy. Pomimo
podeszłego wieku i wątpliwego stanu zdrowia codziennie bez ochrony odbywał konną przejażdżkę przez miasto.
26 kwietnia 1898 poślubił meklemburską księżniczkę Aleksandrę (1879–1952), z którą miał dwóch synów: Fryderyka (1899–1972), późniejszego króla Danii, oraz Kanuta (1900–1976).

## Odznaczenia
- Wielki Mistrz Orderu Słonia[2] (odznaczony w 1888)[3]
- Wielki Mistrz Orderu Danebroga[2] (Wielki Komandor od 1912)[3]
- Wielki Mistrz Orderu Sokoła Islandzkiego (fundator w 1921)[4]
- Krzyż Srebrny Orderu Danebroga[5]
- Medal Pamiątkowy Złotych Godów Króla Chrystiana IX i Królowej Luizy (1892)[5]
- Order Leopolda I klasy (Belgia)[2]
- Order Legii Honorowej I klasy (Francja)[2]
- Order Zbawiciela I klasy (Grecja)[2]
- Order Zbawiciela V klasy (Grecja)[5]
- Order Annuncjaty (Włochy)[2]
- Order Korony Wendyjskiej I klasy (Meklemburgia)[2]
- Order Gryfa (Meklemburgia)[2]
- Order Lwa Niderlandzkiego I klasy (Holandia)[2]
- Order Świętego Olafa I klasy z łańcuchem (Norwegia)[2]
- Medal Koronacyjny Haakona VII (1906, Norwegia)[2]
- Order Zasługi Piotra Fryderyka Ludwika I klasy (Oldenburg)[2]
- Order Orła Czarnego (Prusy)[2]
- Order Orła Czerwonego I klasy (Prusy)[2]
- Order Karola I I klasy (Rumunia)[2]
- Order Świętego Andrzeja Apostoła Pierwszego Powołania (Rosja)[2]
- Order Świętego Aleksandra Newskiego (Rosja)[2]
- Order Orła Białego I klasy (Rosja)[2]
- Order Świętego Włodzimierza IV klasy (Rosja)[2]
- Order Świętej Anny I klasy (Rosja)[2]
- Order Świętego Stanisława I klasy (Rosja)[2]
- Order Sokoła Białego I klasy (Weimar)[2]
- Krzyż Honorowy Orderu Domowego Schaumburg-Lippeńskiego[2]
- Order Królewski Serafinów (Szwecja)[2]
- Order Karola XIII I klasy (Szwecja)[2]
- Królewski Order Wiktoriański I klasy (1901, Anglia)[2]
- Order Złotego Runa (1901, Hiszpania)[2]
- Order Karola III I klasy z łańcuchem (1906, Hiszpania)[2]
- Order Łaźni I klasy (1908, Anglia)[2]
- Medal Koronacyjny Jerzego V (1910, Anglia)[2]
- Order Podwiązki (1914, Anglia)[2]
- Order Wieży i Miecza I klasy (Portugalia)[6]
- Order Białej Róży I klasy z łańcuchem (1919, Finlandia)[7]
- Order Orła Białego (1923, Polska)[8]
- Order Krzyża Wolności I klasy w kategorii wojskowej (1925, Estonia)[9]
- Krzyż Wielki ze Świętą Koroną na Łańcuchu Orderu Zasługi (1940, Węgry)[10]

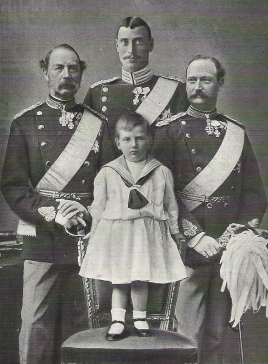
Chrystian X (w środku) z dziadkiem, ojcem i synem

| Prapradziadkowie                                          | Fryderyk Karol Schleswig-Holstein-Sonderburg-Beck (1757-1816) ∞1780 Fryderyka Amalia Schlieben (1757-1827)           | Karol Hessen-Kassel (1744-1836) ∞1766 Luiza Oldenburg (1750-1831)                                                    | Fryderyk Hessen-Kassel (1747-1837) ∞1786 Karolina Polyxena Nassau-Usingen (1762-1823) | Fryderyk Oldenburg (1753-1805) ∞1774 Zofia Mecklenburg-Schwerin (1758-1794)          | Król Szwecji i Norwegii Karol XIV Jan (1763-1844) ∞1797 Dezyderia Clary (1777-1860)              | Eugeniusz de Beauharnais (1781-1824) ∞1806 Augusta Amalia Wittelsbach (1788-1851)                | Król Holandii Wilhelm I Oranje-Nassau (1772-1843) ∞1791 Wilhelmina Hohenzollern (1774-1837) | Król Prus Fryderyk Wilhelm III Pruski (1770-1840) ∞1793 Augusta Wilhelmina Mecklemburg-Strelitz (1776-1810) |
| Pradziadkowie                                             | Fryderyk Wilhelm Schleswig-Holstein-Sonderburg-Glücksburg (1785-1831) ∞1810 Luiza Karolina Hessen-Kassel (1789-1867) | Fryderyk Wilhelm Schleswig-Holstein-Sonderburg-Glücksburg (1785-1831) ∞1810 Luiza Karolina Hessen-Kassel (1789-1867) | Wilhelm Heski (1787-1867) ∞1810 Luiza Charlotta Oldenburg (1789-1864)                 | Wilhelm Heski (1787-1867) ∞1810 Luiza Charlotta Oldenburg (1789-1864)                | Król Szwecji i Norwegii Oskar I Bernadotte (1799-1859) ∞1823 Józefina de Beauharnais (1807-1876) | Król Szwecji i Norwegii Oskar I Bernadotte (1799-1859) ∞1823 Józefina de Beauharnais (1807-1876) | Wilhelm Fryderyk Oranje-Nassau (1797-1881) ∞1825 Ludwika Hohenzollern (1808-1870)           | Wilhelm Fryderyk Oranje-Nassau (1797-1881) ∞1825 Ludwika Hohenzollern (1808-1870)                           |
| Dziadkowie                                                | Król Danii Chrystian IX Glücksburg (1818-1906) ∞1842 Luiza Hessen-Kassel (1817-1898)                                 | Król Danii Chrystian IX Glücksburg (1818-1906) ∞1842 Luiza Hessen-Kassel (1817-1898)                                 | Król Danii Chrystian IX Glücksburg (1818-1906) ∞1842 Luiza Hessen-Kassel (1817-1898)  | Król Danii Chrystian IX Glücksburg (1818-1906) ∞1842 Luiza Hessen-Kassel (1817-1898) | Król Szwecji i Norwegii Karol XV Bernadotte (1826-1872) ∞1851 Ludwika Orańska (1828-1871)        | Król Szwecji i Norwegii Karol XV Bernadotte (1826-1872) ∞1851 Ludwika Orańska (1828-1871)        | Król Szwecji i Norwegii Karol XV Bernadotte (1826-1872) ∞1851 Ludwika Orańska (1828-1871)   | Król Szwecji i Norwegii Karol XV Bernadotte (1826-1872) ∞1851 Ludwika Orańska (1828-1871)                   |
| Rodzice                                                   | Król Danii Fryderyk VIII Glücksburg (1843-1912) ∞1869 Luiza Bernadotte (1851-1926)                                   | Król Danii Fryderyk VIII Glücksburg (1843-1912) ∞1869 Luiza Bernadotte (1851-1926)                                   | Król Danii Fryderyk VIII Glücksburg (1843-1912) ∞1869 Luiza Bernadotte (1851-1926)    | Król Danii Fryderyk VIII Glücksburg (1843-1912) ∞1869 Luiza Bernadotte (1851-1926)   | Król Danii Fryderyk VIII Glücksburg (1843-1912) ∞1869 Luiza Bernadotte (1851-1926)               | Król Danii Fryderyk VIII Glücksburg (1843-1912) ∞1869 Luiza Bernadotte (1851-1926)               | Król Danii Fryderyk VIII Glücksburg (1843-1912) ∞1869 Luiza Bernadotte (1851-1926)          | Król Danii Fryderyk VIII Glücksburg (1843-1912) ∞1869 Luiza Bernadotte (1851-1926)                          |
| Chrystian X Glücksburg (1870-1947), Król Danii i Islandii | | |                                                                                       |                                                                                      |                                                                                                  |                                                                                                  |                                                                                             | |